# Гаїчка каролінська
Гаїчка каролінська (Poecile carolinensis) — вид горобцеподібних птахів родини синицевих (Paridae).

## Поширення
Населяє змішані листяні ліси на сході Сполучених Штатів від Нью-Джерсі до південного Канзасу, центральної Флориди та південного Техасу. Не трапляється в горах Аппалачі , де він замінений своїм родичем Poecile atricapillus. У районах, де ареали обох видів перекриваються, ідентифікація може бути складною.

## Опис
Дорослі птахи мають довжину 11,5-13 см і вагу 9-12 г. На голові є чорна шапка і нагрудник з білими боками, що доходять до дзьоба. Нижня частина тулуба біла з іржаво-коричневим пір'ям з боків. Спинка забарвлена в сірий колір. Дзьоб чорний і короткий, крила невеликі, а хвіст середньої довжини.

## Підвиди
Виділяють чотири підвиди:
- P. carolinensis atricapilloides – Канзас, Оклахома і Техас (південно-центральні США).
- P. carolinensis agilis – Арканзас , Луїзіана та Східний Техас (південно-центральні США).
- P. carolinensis carolinensis – Південний схід США.
- P. carolinensis extimus – Східна Центральна частина США.